# Écozone paléarctique : plantes à graines par nom scientifique (B)

## Ba

### Bac
- Baccharis
  - Baccharis halimifolia

- Bacopa

- Backhousia - fam. Myrtacées
  - Backhousia citriodora

### Bal
- Ballota
  - Ballota nigra -  Ballote noire

### Bam
- Bambousa - fam. Poacées
  - Bambusa arundinacea - Bambou à feuilles rondes
  - Bambusa glaucescens
  - Bambusa aurea
  - Bambusa multiplex
    - Bambusa multiplex fernleaf
    - Bambusa multiplex rivierorum
    - Bambusa multiplex wang-tsai

  - Bambusa tuldoides
  - Bambusa vulgaris - Bambou
    - Bambusa vulgaris vittata

### Bap
- Baptisia
  - Baptisia australis - Faux indigotier

### Bar
- Barbarea - fam. Brassicacées
  - Barbarea praecox - Cresson de jardin

- Barbieria

- Barlia - Orchidacées
  - Barlia robertiana - Orchis géant

- Bartonia
  - Bartonia virginica

### Bas
- Bashania
  - Bashania fargesii
  - Bashania qingchengshanensis

- Bassia
  - Bassia scoparia

### Bat
- Batesia

### Bau
- Bauhinia - fam. Fabacées
  - Bauhinia variegata - Arbre à orchidées

## Be

### Bea
- Beaucarnea
  - Beaucarnea recurvata - Pied d'éléphant

### Bec
- Beckmannia
  - Beckmannia syzigachne -  Beckmannie à écailles unies

### Beg
- Begonia - fam. Bégoniacées
  - Begonia ambra -  Bégonia ambré
  - Begonia athena - Bégonia
  - Begonia danica -  Bégonia du Danemark
  - Begonia Lorraine-Grp -  Bégonia « Gloire de Lorraine »
  - Begonia gracilis -  Bégonia gracile
  - Begonia semperflorens -  Bégonia des Jardins
  - Begonia stara - Bégonia
  - Begonia tuberosa -  Bégonia tubéreux

### Bel
- Bellardia
  - Bellardia trixago - Bellardie

- Bellis - fam. Astéracées
  - Bellis annua
  - Bellis azorica
  - Bellis bernardii
  - Bellis longifolia
  - Bellis perennis - Pâquerette
  - Bellis rotondifolia
  - Bellis sylvestris

- Beloperone - fam. Acanthacées
  - Beloperone guttata

### Ben
- Benjeannia
  - Benjeannia hirsuta -  Benjeannie hirsute

### Ber
- Berberis - fam. Berbéridacées
  - Berberis aetnensis
  - Berberis atropurpurea
  - Berberis cretica
  - Berberis darwinii
  - Berberis vulgaris - Épine-vinette

- Bergeranthus
  - Bergeranthus addoensis
  - Bergeranthus artus
  - Bergeranthus concavus
  - Bergeranthus jamesii
  - Bergeranthus katbergensis
  - Bergeranthus leightoniae
  - Bergeranthus longisepalus
  - Bergeranthus multiceps
  - Bergeranthus scapiger
  - Bergeranthus vespertinus

### Bet
- Beta - fam. Chénopodiacées  ou Crucifères
  - Beta vulgaris -  Betterave potagère, ou « Poirée », « Bette »
    - Beta vulgaris cicla - « Bette » ou « Carde »

- Betonica
  - Betonica officinalis -  Bétoine officinale

- Betula - fam. Bétulacées (arbre)
  - Betula alba -  Bouleau blanc
    - Betulla alba Pyramidalis -  Bouleau blanc
    - Betulla alba Youngii -  Bouleau blanc

  - Betula alleghaniensis -  Merisier ou « Bouleau jaune »
  - Betula caerulea -  Bouleau bleu
  - Betula cordifolia -  Bouleau à feuilles cordées
  - Betula costata - Bouleau
  - Betula davurica - Bouleau
  - Betula kirghisorum -  Bouleau Kirghize
    - Betula kirghisorum caucasus -  Bouleau Kirghize du Caucase

  - Betula lenta -  Bouleau flexible
  - Betula occidentalis -  Bouleau fontinal ou « Bouleau occidental »
  - Betula papyrifera -  Bouleau à papier
  - Betula pendula - Bouleau verruqueux
    - Betula pendula carelica -  Bouleau verruqueux de Carélie

  - Betula platyphylla - Bouleau
    - Betula platyphylla sukatchev japonica

  - Betula populifolia -  Bouleau gris
  - Betula pubescens -  Bouleau pubescent
  - Betula raddeana - Bouleau
    - Betula raddeana caucasus - Bouleau

  - Betula schmidtii -  Bouleau de Schmidt
  - Betula utilis -  Bouleau de l'Himalaya
  - Betula verrucosa -  Bouleau verruqueux ou « Bouleau blanc d'ornement »
    - Betula verrucosa Dalecarlica -  Bouleau Lacinie
    - Betula verrucosa fastigiata -  Bouleau fastigie
    - Betula verrucosa purpurea -  Bouleau pourpre
    - Betula verrucosa tristis -  Bouleau pleureur
    - Betula verrucosa Youngii -  Bouleau pleureur de Young

## Bi

### Bid
- Bidens - fam. Astéracées
  - Bidens frondosa - Chanvre d'eau
  - Bidens discoidea
  - Bidens eatonii
  - Bidens heterodoxa

### Bif
- Bifora - fam. Apiacées
  - Bifora radians - Bifora rayonnant

### Bis
- Biscutella - fam. Brassicacées
  - Biscutella auriculata - Lunetière à oreillettes
  - Biscutella laevigata
  - Biscutella neustriaca - Lunetière de Neustrie

- Biserrula
  - Biserrula pelecinus - Biserrule

- Bismarckia - fam. Arécacées (palmier)
  - Bismarckia nobilis

### Bit
- Bituminaria - fam. Fabacées
  - Bituminaria bituminosa - Psoralée bitumineuse

### Bix
- Bixa - fam. Bixacées
  - Bixa orellana - Roucou

## Bl

### Bla
- Blanchetiodendron

- Blackstonia - Gentianacées
  - Blackstonia perfoliata - Blackstonie perfoliée

### Ble
- Bletilla - fam. Orchidacées
  - Bletilla striata ou Bletilla hyacinthina - Orchidée jacinthe

### Bly
- Blysmopsis
  - Blysmopsis rufa

## Bo

### Boc
- Bocconia - fam. Papavéracée
  - Bocconia cordata japonica - Bocconia

- Bocoa

- Boerhaavia
  - Boerhaavia repens

### Bor
- Borinda
  - Borinda albocerea

- Borago - fam. Borraginacée
  - Borago officinalis - Bourrache officinale

### Bou
- Bougainvillea - fam. Nyctaginacées, nom Bougainvillée ou Bougainvillier
  - Bougainvillea buttiana - Bougainvillée
  - Bougainvillea glabra -  Bougainvillée glabre
  - Bougainvillea hybrides -  Bougainvillée hybride
  - Bougainvillea spectabilis ou Bougainvillea speciosa ou Bougainvillea splendens -  Bougainvillée splendide

- Boussingaultia - fam. Basellacée
  - Boussingaultia baselloide - Boussingaultia
  - Boussingaultia cordifolia -  Boussingaultia cordifolia

- Bouteloua - fam. Graminées ou Poacées (herbe)
  - Bouteloua gracilis - Grama
  - Bouteloua curtipendula - Grama

### Bow
- Bowdichia

## Br

### Bra
- Bracaria - fam. Graminées ou Poacées (herbe)
  - Bracaria decubens

- Brachychiton
  - Brachychiton populneus

- Brachycome - fam. Astéracées
  - Brachycome ideridifolia
  - Brachycome multifida - Brachyscome

- Brachyelytrum
  - Brachyelytrum erectum -  Brachyélytrum dressé

- Braschystachium - fam. Poacées  (bambou)
  - Braschystachium densiflorum
    - Brachystachyum densiflorum villosum - Bambou

- Brahea - fam. Arécacées (Palmier)
  - Brahea armata
  - Brahea edulis

- Brassia - fam. Orchidacées
  - Brassia angustilabia
  - Brassia antherotes
  - Brassia arachnoidea
  - Brassia arcuigera
  - Brassia aurorae
  - Brassia bidens
  - Brassia boliviensis
  - Brassia caudata
  - Brassia cauliformis
  - Brassia chloroleuca
  - Brassia cochleata
  - Brassia cyrtopetala
  - Brassia edvah
  - Brassia filomenoi
  - Brassia gireoudiana
  - Brassia helenae
  - Brassia huebneri
  - Brassia iguapoana
  - Brassia jipijapensis
  - Brassia josstiana
  - Brassia koehlerorum
  - Brassia lanceana
  - Brassia maculata
  - Brassia neglecta
  - Brassia pascoensis
  - Brassia peruviana
  - Brassia rhizomatosa
  - Brassia signata
  - Brassia suavissima
  - Brassia thyrsodes
  - Brassia transamazonica
  - Brassia verrucosa
  - Brassia villosa
  - Brassia wageneri
  - Brassia warszewiczii

- Brassica - fam. Brassicacées ou Crucifères
  - Brassica arvensis -  Chou sauvage
  - Brassica campestris ou Brassica rapa - Colza ou « Canola »
  - Brassica juncea - Moutarde brune
  - Brassica insularis -  Chou insulaire
  - Brassica oleracea -  Chou d'ornement ou « Chou pommé », « Chou vert », « Chou décoratif »
    - Brassica oleracea acephala -  Cœur rouge
    - Brassica oleracea botrytis - Chou-fleur, Chou romanesco
    - Brassica oleracea robertiana -  Chou des montagnes
    - Brassica oleracea gemmifera - Chou de Bruxelles
    - Brassica oleracea italica - Chou brocoli
    - autre variété : « Chou rouge ».

  - Brassica napus - Navet
  - Brassica nigra - Moutarde noire
  - Brassica repanda -  Chou étalé
  - Brassica sinensis -  Chou chinois ou Pe-tsaï

- Braunsia
  - Braunsia apiculata
  - Braunsia geminata
  - Braunsia nelii
  - Braunsia stayneri
  - Braunsia vanrensburgii

### Bre
- Breynia - fam. Euphorbiacée (arbuste)
  - Breynia disticha - Phylanthus

### Bri
- Brimeura
  - Brimeura fastigiata - Brimeura

- Briza - fam. Poacées
  - Briza gracilis -  Brize gracile
  - Briza maxima -  Grande Brize

### Bro
- Brodicea - fam. Liliacées
  - Brodicea laxa ou Triteleia laxa - Brodifolia

- Brodriguesia

- Bromelia - fam. Broméliacées (plante fruitière)
  - Bromelia ananas ou Ananas sativa - Ananas

- Bromus - fam. Poacées
  - Bromus ramosus - Brome rameux
  - Bromus ciliatus - Brome cilié
  - Bromus commutatus - Brome
  - Bromus dudleyi - Brome de Dudley
  - Bromus erectus - Brome dressé
  - Bromus inermis - Brome inerme
  - Bromus kalmii - Brome de Kalm
  - Bromus latiglumis - Brome à larges glumes
  - Bromus purgans - Brome purgatif
  - Bromus secalinus - Brome des seigles
  - Bromus sterilis -
  - Bromus tectorum -

- Browallia - fam. Solanacées
  - Browallia speciosa - Browallia

- Brownea

### Bru
- Bruchia
  - Bruchia vogesiaca - Bruchie des Vosges

- Brugmansia - fam. Solanacées (arbuste)
  - Brugmansia versicolor ou Datura suaveolens ou Datura arborea ou Datura mollis - Brugmansia

- Brunnéra -(Plante vivace)
  - Brunnera macrophylla - Myosotis du Caucase

- Brunfelsia
  - Brunfelsia pauciflora - Brunfelsia
    - Brunfelsia pauciflora calycina - Brunfelsia

### Bry
- Bryonia - fam. Cucurbitacées
  - Bryonia alba - Bryone blanche
  - Bryonia dioica - Bryone dioïque
  - Bryonia marmorata - Bryone de Corse

## Bu

### Buc
- Buchloe - fam. Poacées ou Graminées (herbe)
  - Buchloe dactyloides - Buchloé

### Bud
- Buddleja - fam. Scrophulariacées (arbuste)
  - Buddleja davidii - Buddleia de David ou arbre aux papillons

### Bug
- Buglossoides - fam. Boraginacées
  - Buglossoides arvensis - Grémil des champs
  - Buglossoides purpurocaerula - Grémil pourpre bleu

### Bup
- Bupleurum - fam. Apiacées
  - Bupleurum baldense
  - Bupleurum gerardii
  - Bupleurum falcatum - Buplèvre des haies
  - Bupleurum longifolium - Buplèvre à longues feuilles
  - Bupleurum rotundifolium - Buplèvre à feuilles rondes
  - Bupleurum semicompositum ou Bupleurum glaucum - Buplèvre glauque
  - Bupleurum suffruticosum - Buplèvre arborescente
  - Bupleurum tenuissimum - Buplèvre grêle

### Bux
- Buxus - fam. Buxacées
  - Buxus rotondifolia - Buis
  - Buxus sempervirens - Buis